# ثانیه خان
ثانیه خان (اردو: سانیہ اقبال خان؛ زادهٔ ۲۳ مارس ۱۹۸۵) بازیکن کریکت زن اهل پاکستان است.